# Agonoscena pegani
Agonoscena pegani är en insektsart som beskrevs av Loginova 1960. Agonoscena pegani ingår i släktet Agonoscena och familjen rundbladloppor.
Artens utbredningsområde är Iran. Inga underarter finns listade i Catalogue of Life.